# Liang Yushuai
Dans ce nom chinois, le nom de famille, Liang, précède le nom personnel.
Liang Yushuai est un taekwondoïste chinois né le 10 septembre 2000. Il est médaillé d'or aux Championnats du monde en 2022, et médaillé de bronze aux Jeux olympiques d'été de 2024.

## Carrière
Liang Yushuai étudie l'éducation physique à l'université normale de Henan.
Il remporte la médaille d'argent à l'Universiade d'été de 2021, après une défaite en finale contre Hakan Reçber.
Liang remporte l'argent des Championnats d'Asie en juin 2022, battu en finale par Kim Tae-yong.
En novembre 2022, il remporte les Championnats du monde après avoir battu Niyaz Pulatov en finale.
En décembre 2023, il remporte le Grand Slam en battant Marko Golubić en finale, ce qui le qualifie pour les Jeux olympiques de 2024,.
Aux Jeux olympiques de 2024, il bat Levente Józsa en huitièmes de finale avant d'être battu au tour suivant par Ulugbek Rashitov, futur champion olympique. En repêchage, il bat d'abord Lo Wai Fung, puis remporte la médaille de bronze après le forfait de Bradly Sinden.